# Sorelle vampiro 2 - Pipistrelli nello stomaco
Sorelle vampiro 2 - Pipistrelli nello stomaco (Die Vampirschwestern 2 - Fledermäuse im Bauch) è un film del 2014 di Wolfgang Groos. È il sequel di Sorelle vampiro - Vietato mordere! (2012)

## Trama
Silvania e Dakaria con i loro amici Helene, Jacob e Ludo dovranno pianificare le loro vacanze estive.

## Sequel
- Sorelle vampiro 3 - Ritorno in Transilvania (2016)